# Herichthys minckleyi
Herichthys minckleyi és una espècie de peix de la família dels cíclids i de l'ordre dels perciformes.

## Morfologia
- Els mascles poden assolir 17,5 cm de longitud total.[1][2]

## Alimentació
Menja caragols i peixets.

## Hàbitat
Viu en zones de clima tropical entre 23 °C-25 °C de temperatura.

## Distribució geogràfica
Es troba a Amèrica: Cuatro Ciénagas (Mèxic).